# (26800) 1981 EK1
(26800) 1981 EK1 là một tiểu hành tinh vành đai chính. Nó được phát hiện bởi Henri Debehogne và Giovanni de Sanctis ở Đài thiên văn La Silla ở Chile ngày 6 tháng 3 năm 1981.